# Waggonfabrik Uerdingen

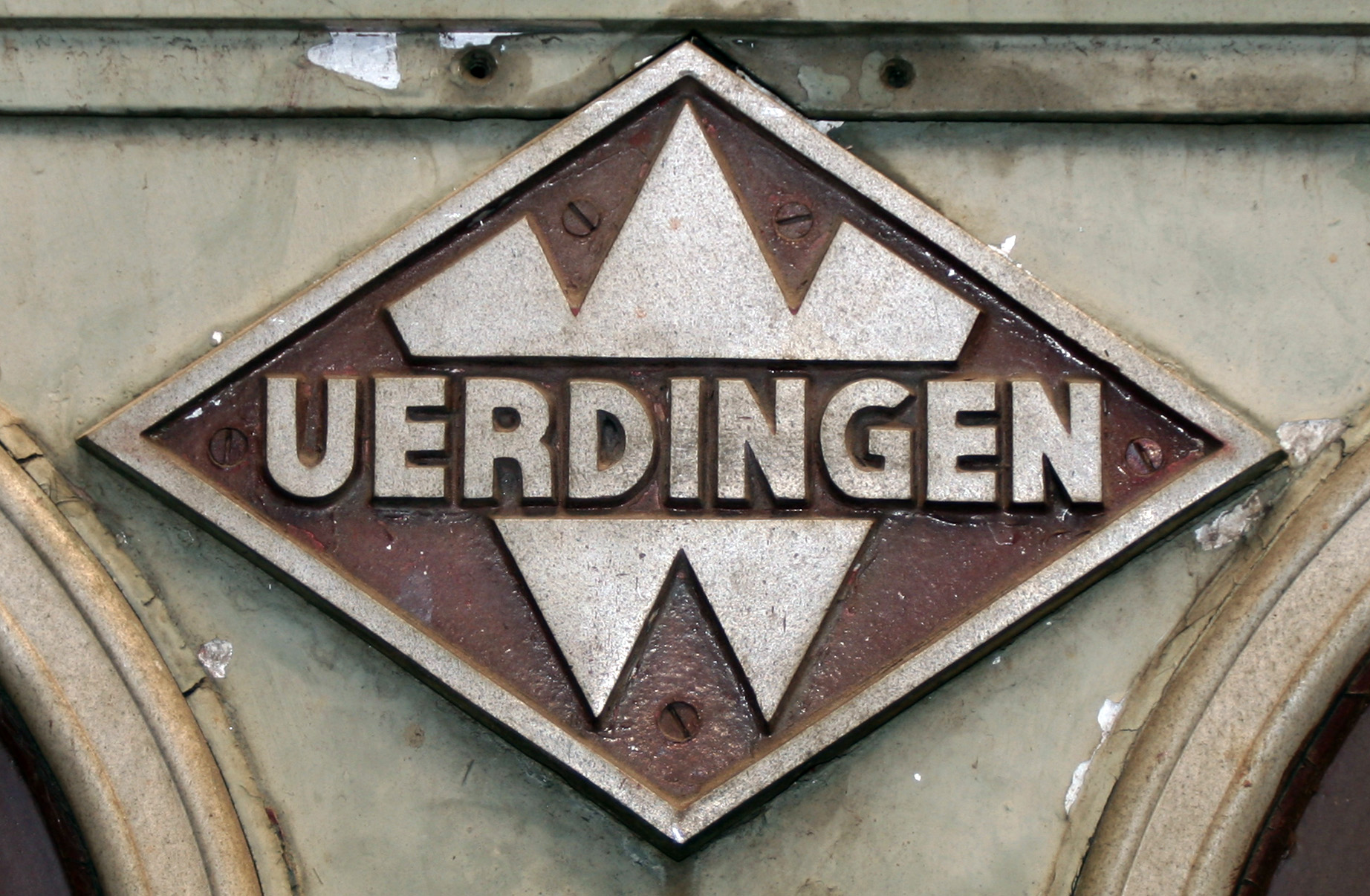
Logo der Waggon-Fabrik AG Uerdingen

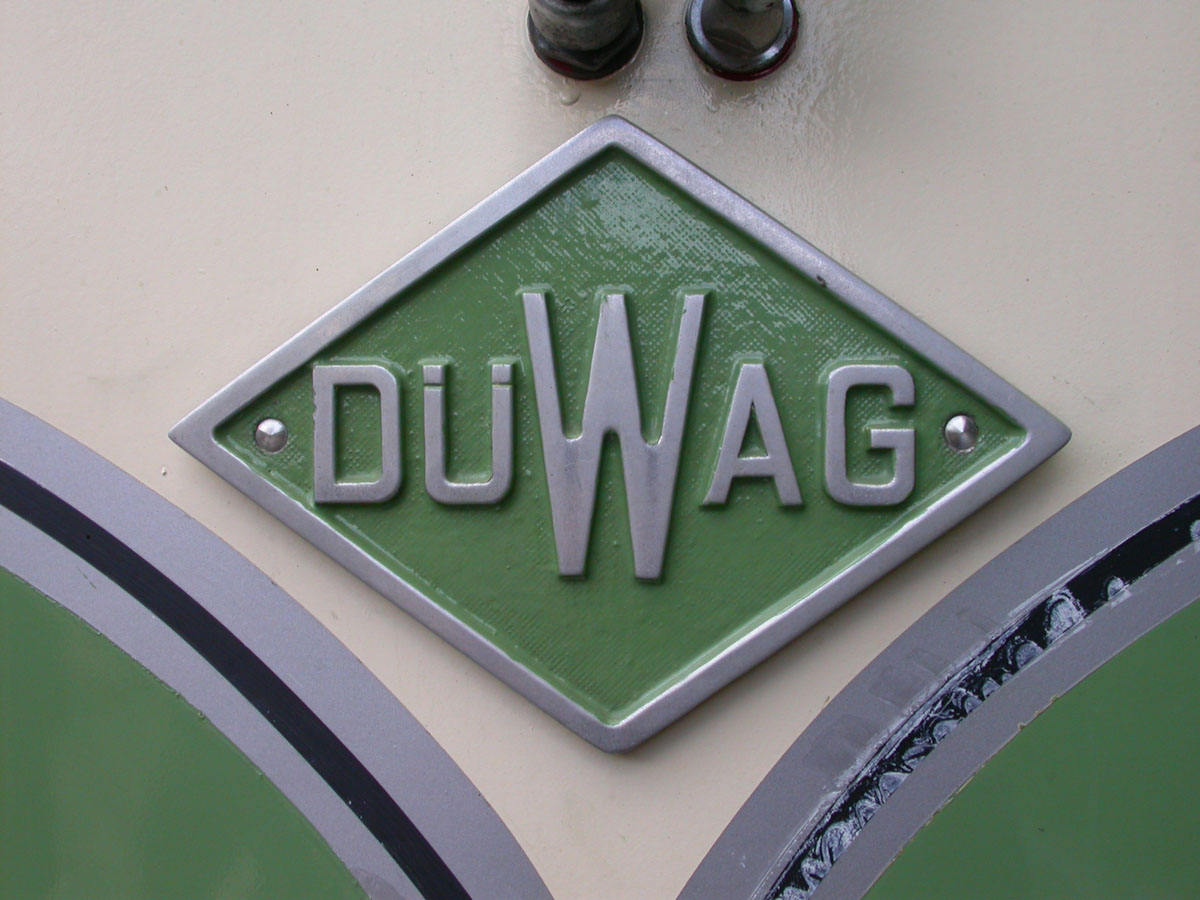
Logo der Düsseldorfer Waggonfabrik (bis 1981)

Die Waggonfabrik Uerdingen war mit der Düsseldorfer Waggonfabrik, zusammen zwischen 1981 und 1999 unter DUEWAG firmierend, einer der führenden Hersteller von Schienenfahrzeugen in Deutschland. Das Werk der 1898 in Uerdingen gegründeten Waggon-Fabrik AG Uerdingen ist heute Hersteller von Regionalbahn- und Hochgeschwindigkeitszügen als Teil der Siemens Mobility.

## Geschichte

### Gründung

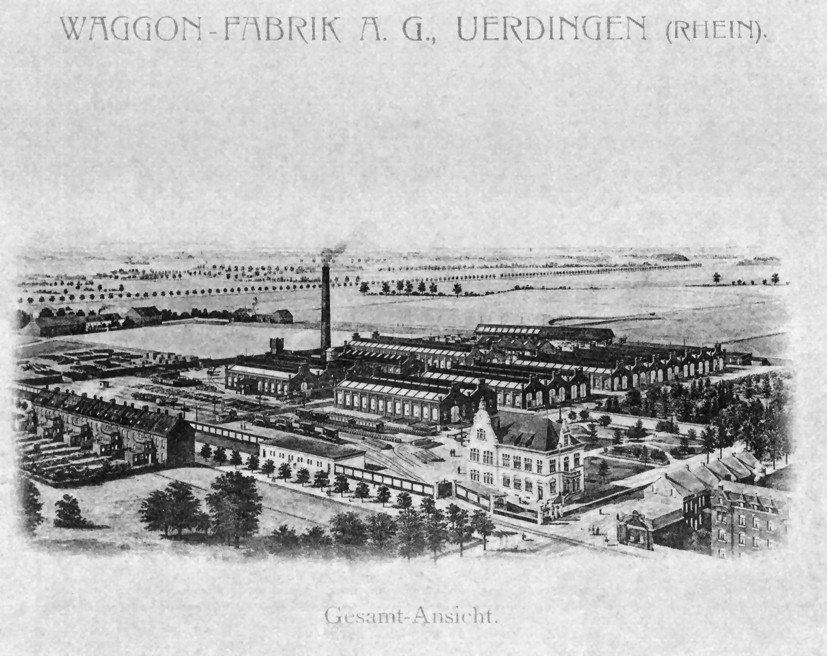
Waggonfabrik Uerdingen, 1911

Die Gründungsurkunde der Waggon-Fabrik AG Uerdingen wurde am 16. März 1898 in den Räumen der Essener Credit-Anstalt unterzeichnet. Die Unterzeichner waren Julius Dorsemagen (Rentner in Wesel), Hubert Hagedorn (Gewerke in Essen), Franz Schwengers (Unternehmer in Firma Schwengers & Söhne in Uerdingen), Julius Weiler (Unternehmer in Teerfarbenfabrik Dr. E. ter Meer & Cie. in Uerdingen, einem Vorgänger der späteren Bayer AG), Friedrich Mauritz (Kaufmann in Uerdingen), Hans Scheurer (Ingenieur in Köln) und Paul Craß (Kaufmann in Malstatt-Burbach), wobei die Initiative zur Gründung von der Uerdinger Casino-Gesellschaft ausging. Sie wählten den ersten Aufsichtsrat mit Hubert Hagedorn als Vorsitzendem und Franz Schwengers als Stellvertreter. Zweck des neu gegründeten Unternehmens war die Fertigung aller Arten Eisenbahn-, Straßenbahn- und sonstigen Wagen und aller Transportmittel erforderlicher Gegenstände. Als Grundkapital standen 1,2 Millionen Mark sowie insgesamt 300.000 Mark von Gründungsmitgliedern zur Verfügung.
Räume der Firma Schwengers & Söhne wurden bis zur Fertigstellung des ersten eigenen Verwaltungsgebäudes im Jahr 1900 als Büros genutzt. Unverzüglich wurde mit dem Bau von Werksanlagen begonnen, die im April 1899 in Betrieb gingen. Ebenso begann die Errichtung von Wohnhäusern für künftige Belegschaftsmitglieder.
Die Unternehmensgründung fiel damit in die Zeit des wirtschaftlichen Aufschwungs zum Jahrhundertende, was aber auch steigende Preise für Baustoffe, Maschinen und Anlagen zur Folge hatte. So wurden veranschlagte Kosten für den Aufbau noch vor Fertigungsbeginn deutlich überschritten, was finanzielle Probleme mit sich brachte. Eine Konjunkturschwächung nach Fertigstellung des Werks war ebenfalls empfindlich spürbar, da andere bereits etablierte Waggonfabriken noch von der vorangegangenen Hochkonjunktur zehrten.

### Die ersten Jahre
Am 24. Januar 1899 erhielt das Unternehmen von der Preußischen Staatsbahn einen ersten Probeauftrag über 186 Waggons unterschiedlicher Art, die nach Produktionsbeginn im April 1899 alle bereits nach zwölf Monaten Produktionszeit das Werk verließen. Darauf folgte ein erster Privatauftrag der Kleinbahn Hoya-Syke-Asendorf. Privataufträge waren ein wichtiges Standbein, da man sich das Vertrauen der Staatsbahn mit ihren existenzsichernden Aufträgen noch erarbeiten musste. Vorteile bot die geografische Lage Uerdingens nahe dem Ruhrgebiet, nahe der niederländischen Grenze und nicht weit von der Nordsee. So folgten Aufträge aus der Schwerindustrie sowie erste Fahrzeuge für die Straßenbahnen im Ruhrrevier. Exporte gingen in die Niederlande, nach Luxemburg, Italien, Indien und nach London. So lag die Zahl der Beschäftigten im Jahr 1900 bei rund 400 Mitarbeitern, die rund 450 Wagen pro Jahr fertigten.
Im Juni 1904 bedrohte ein Großbrand der Holzbearbeitungswerkstätten die Existenz der Waggonfabrik. Holz war ein zentraler Baustoff damaliger Waggons, und so konnten zunächst keine Auslieferungen mehr stattfinden. Der Geldeingang stoppte. Der Wiederaufbau konnte unter anderem mithilfe von Opfern der Aktionäre anlaufen. Eine entsprechende Dividendenpolitik erlaubte, die Gewinne dem Aufbau, der Entwicklung und der Forschung zuzuführen. Später verließen etwa bis 1914 jährlich rund 800 Waggons das Werk. Die Waggonfabrik Uerdingen trat dem gerade gegründeten Verband Deutscher Waggonfabriken mit Sitz in Berlin bei. Dennoch zwang die Zeit des Ersten Weltkriegs zur Zurückstellung aller Entwicklungsarbeiten, um sich ausschließlich den Arbeiten zuzuwenden, die für den Krieg erforderlich waren.
Ab 1918 war der Architekt Wilhelm Mohr mit der Gestaltung der Innenausstattungen für die Straßenbahnwagen des Unternehmens beauftragt. Die Waggonfabrik Uerdingen besaß 1920 eine eigene Werkfeuerwehr. 1921 waren etwa 1300 Mitarbeiter beschäftigt, die erste Aufträge für die Vestischen Straßenbahnen und die Rheinische Bahngesellschaft AG, die spätere Rheinbahn, abwickelten. Unter anderem wurden Kesselwagen zum Produktionsschwerpunkt. In dieser Zeit wurde das Werk im Norden bis zur Friedensstraße erweitert und an der Moerser- und der Topsstraße wurden weitere Werkswohnungen errichtet. Damit besaßen 160 Familien eine Werkswohnung, was sechs Prozent der damaligen Uerdinger Bevölkerung ausmachte. 1920 kam eine Werksschule hinzu.
In den frühen 1920er Jahren wurden bis zu 3000 Wagen pro Jahr produziert, darunter überwiegend Güterwagen und die ersten D-Zug-Einheitswagen dritter Wagenklasse (C4ü) mit genietetem Stahl-Wagenkasten. Der Gründer des Unternehmens Dr. E. ter Meer & Cie, Edmund ter Meer, war 1921 Aufsichtsratsvorsitzender.
1921 wurde die Waggonfabrik Uerdingen Mitglied der Eisenbahnwagen-Liefergemeinschaft GmbH (EISLIEG) in Düsseldorf, zusammen mit den Waggonbau-Unternehmen Waggonfabrik H. Fuchs AG in Heidelberg, Düsseldorfer Eisenbahnbedarf, vorm. Carl Weyer & Co., Siegener Eisenbahnbedarf AG, Dessauer Waggonfabrik AG sowie Wegmann & Co. in Kassel. Diese Liefergemeinschaft stellte mit einer Produktionskapazität von jährlich 18.000 bis 20.000 Fahrzeugen die stärkste und leistungsfähigste Gruppe innerhalb der deutschen Waggonbau-Industrie dar. 1926 löste sie sich wieder auf, da die Deutsche Reichsbahn-Gesellschaft (DRG) einen eigenen Plan für die Vergabe ihrer Aufträge an Lieferanten entwickelte.
Das Eisenbahngeschäft wurde im Jahr 1923 aufgrund der Ruhrbesetzung unterbrochen, da die völlige Unterbindung des Bahnverkehrs Materialanlieferungen und Produktauslieferungen unmöglich machte. Ende November 1923 stellte der Hauptkunde, die Deutsche Reichsbahn, mehrere Monate alle Zahlungen ein, was zu einer Betriebsschließung bis Ende Februar 1924 und der Entlassung der Belegschaft führte. Aufgrund eines Generalstreiks konnten auch keine Notstandsarbeiten ausgeführt werden. Die Deutsche Reichsbahn stellte auch ihre regelmäßige Auftragsvergabe ein. Man konnte die Zeit mit anderen Aufträgen für Spezialwagen, Straßenbahnwagen und Autobus-Karosserien überstehen. 1926 folgten wieder Aufträge der Deutschen Reichsbahn, denn im gleichen Jahr schlossen diese und 30 Waggonbauunternehmen, darunter auch Uerdingen, den Reichsbahnvertrag über die Vergabe von Staatsbahnaufträgen. In diesem verpflichtete sich die Deutsche Reichsbahn, etwa 90 Prozent ihrer Wagenbau-Aufträge an die Unternehmen, die sich in dieser Deutschen Wagenbau-Vereinigung zusammengeschlossen hatten, zu vergeben. Die Eisenbahnwagen Liefergemeinschaft GmbH (EISLIEG) war damit aufgelöst.
1925 lebte ein Teil der Beschäftigten in 63 Werkshäusern. In diesem Jahr verkaufte man die ersten Stahlaufbauten für Omnibusse. 1926 wurde die Lehrwerkstatt gegründet und 1928 folgte die Gründung der Tochtergesellschaft Press- und Ziehwerk GmbH. Ein spezielles Labor wurde im Uerdinger Werk eingerichtet, um technologische und wirtschaftliche Studien durchzuführen.

### Ringfeder GmbH

Ringfeder-Prinzip

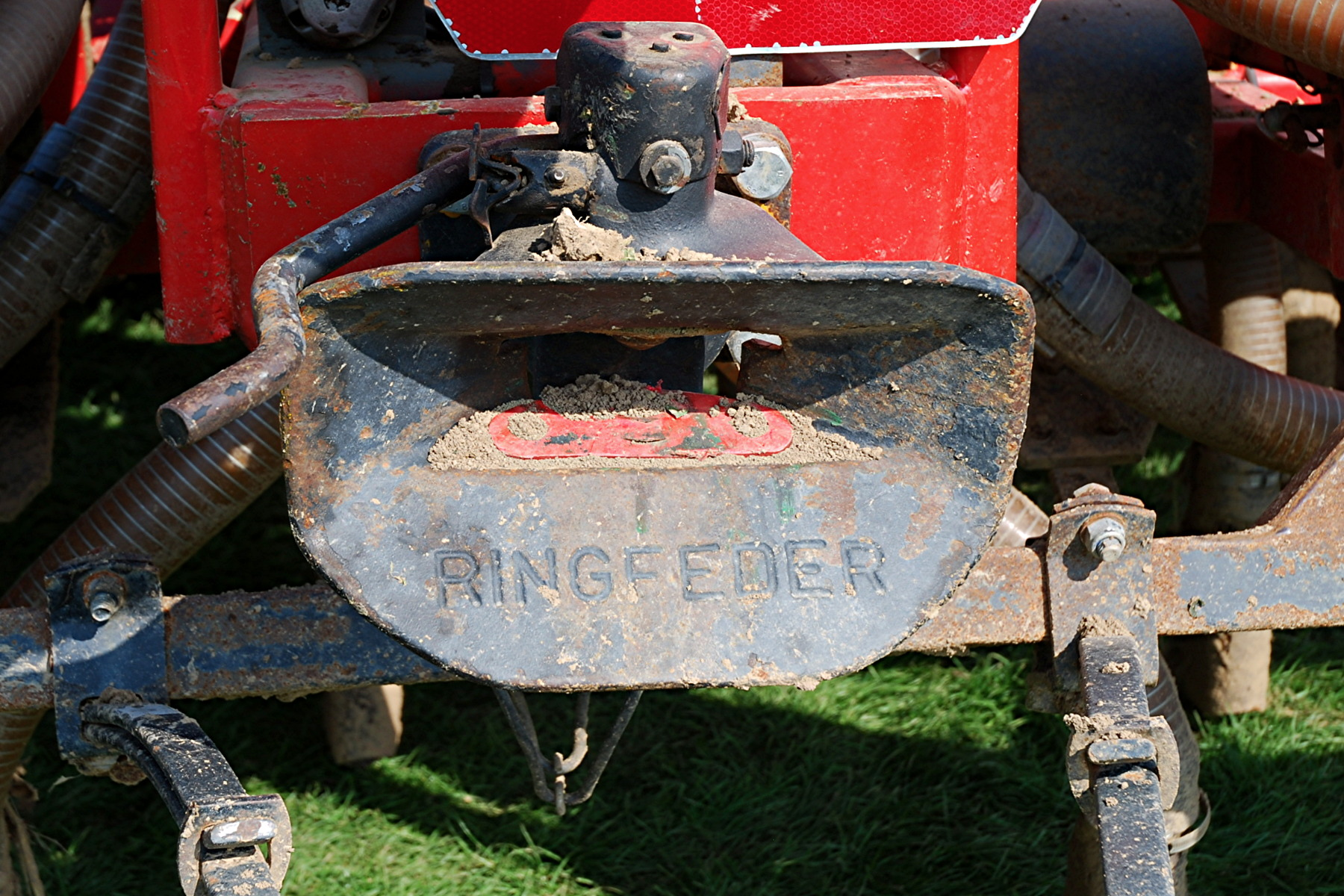
Anhängerkupplung für Nutzfahrzeuge von Ringfeder

Am 4. Dezember 1922 wurde zum Zweck des Verkaufs der Ringfedern und Reibungspuffer die Ringfeder GmbH gegründet, deren technischer Geschäftsführer bis 1954 Ernst Kreißig war.
Die Ringfeder GmbH entwickelte und produzierte Federapparate für Puffer, die durch die nun verwendete Kunze-Knorr-Bremse erforderlich wurden. Diese Federn werden als waagerecht liegender Stapel in zwei Größen abwechselnd ineinander geschichtet, so dass beim Auffahren der Waggons die großen Federringe gedehnt und die kleineren gestaucht werden. Beim Ineinanderschieben dämpfen sie zusätzlich durch ihre Reibung, was eine geringe Abnutzung zur Folge hat. Später wurden diese Federn unter anderem für D-Zug-Wagen der Deutschen Reichsbahn zur Pflicht, sie lösten die bis dahin verwendeten Stangenpuffer mit Wickelfeder ab. In Japan, den USA, Italien und Frankreich wurden Ringfedern in Lizenz produziert. Außerdem produziert das Unternehmen Maulkupplungen, eine automatisch selbstschließende Anhängerkupplung, die weltweit als Standard bei Nutzfahrzeugen gilt.
1939 baute man in Wurzen ein spezielles Werk zur Herstellung von Ringfedern, das im Zweiten Weltkrieg verloren ging. 1997, nach der Übernahme des Unternehmens durch Siemens, wurde die Ringfeder GmbH in Uerdingen verkauft. Sie ist heute Teil der VBG Group Truck GmbH in Krefeld.

### 1930er Jahre

Aktie über 1000 RM der Waggon-Fabrik Uerdingen AG vom Januar 1938

1935 übernahm die Waggonfabrik Uerdingen die Mehrheit der Anteile an der Gebr. Schöndorff AG in Düsseldorf. Dieses Waggonbauunternehmen war von den Brüdern Albert und Hermann Schöndorff ab 1890 aufgebaut worden. Zunächst war das Unternehmen im Bereich der Holzverarbeitung und dem Bau von Möbeln und Ladeneinrichtungen tätig, später von Kutschen und Trambahnen. Ab 1915 erfolgte im Rahmen des Hindenburgprogramms der Aufbau einer modernen, leistungsfähigen Waggonproduktion, die auf den Bau von modernen Straßenbahnwagen ausgerichtet war. 1929 übernahm Linke-Hofmann-Busch die Aktienmehrheit von den Gebrüdern Schöndorff. Bereits 1933 wurde Albert Schöndorff als Jude im Zuge der von den Nationalsozialisten verfolgten „Arisierung“ aus der Leitung seiner Firma gedrängt. 1935 übernahm die Waggon-Fabrik AG, Uerdingen 75 Prozent der Anteile des in Düsseldorfer Waggonfabrik AG umfirmierten Unternehmens, die Waggonfabrik Talbot in Aachen erhielt 25 Prozent Anteile. Das mustergültige, damals jüngste deutsche Waggonwerk hatte unter der Weltwirtschaftskrise erheblich gelitten, so dass die Waggonfabrik Uerdingen Schulden in Millionenhöhe mit übernahm. Einige Jahre später konnte das Düsseldorfer Werk wieder gewinnbringend arbeiten. Albert Schöndorff flüchtete 1938 in die Niederlande. 1942 deportierten die deutschen Besatzer ihn und seine Ehefrau nach Auschwitz, beide starben bereits auf dem Transport.
Ab 1935 konzentrierte man sich in Uerdingen auf den Bau von Eisenbahn-Fahrzeugen, während im Düsseldorfer Waggonwerk Fahrzeuge für den Nahverkehr, insbesondere Straßenbahnwagen, hergestellt wurden. Unter dem Titel Leichtbau, eine verborgene Rohstoffquelle zeigte die Waggonfabrik 1937 eine Sonderschau auf der Reichsausstellung Schaffendes Volk in Düsseldorf. Am 25. Januar 1938 wurde aus der Waggon-Fabrik AG, Uerdingen die Waggon-Fabrik Uerdingen AG. 1939 forderte die Deutsche Reichsbahn die grundsätzliche Verwendung des Uerdinger Leichtbau-Radsatzes, der maßgeblich in Uerdingen entwickelt und vom Bochumer Verein hergestellt wurde.

### Zweiter Weltkrieg und die Folgen
Im Zweiten Weltkrieg wurde das Uerdinger Werk stark beschädigt. Insbesondere die westlich der zentral im Werk gelegenen Schiebebühnenstraße befindlichen Holzbearbeitungswerkstätten wurden durch Brand- und Sprengbomben zerstört. Über 10.000 Kubikmeter hochwertige Edelhölzer, damals wertvollster Posten des Unternehmens, wurden 1945 durch die Alliierten beschlagnahmt und abtransportiert. Das Zweigwerk der Ringfeder im nun sowjetisch besetzten Wurzen ging verloren. Nach dem Krieg nahm man die Arbeit zunächst mit der Instandsetzung von Güterwagen wieder auf. Ebenso konnten 300 Straßenbahn-Beiwagen aus noch vorhandenen Materialbeständen ausgeliefert werden. Später, 1949, wurde die Ganzstahlbauweise für Waggons eingeführt.
Zum 50-jährigen Bestehen des Unternehmens wurde der Gedenktag, der Dienstag, 16. März 1948, still in feiertäglicher Ruhe begangen und eine Gedenkschrift herausgegeben. Ein feierliches Jubiläum gebot sich in den Zeiten des gerade vergangenen Zweiten Weltkriegs und des Zusammenbruchs nicht.

### DUEWAG AG

Logo der DUEWAG (1981 bis 1999)

1959 wurde die Düsseldorfer Waggonfabrik AG vollständig in das Uerdinger Unternehmen eingegliedert. 1981 erhielt das Unternehmen mit den Werken in Uerdingen und Düsseldorf offiziell den Namen DUEWAG AG, wobei der mehrheitliche Aktienbesitz bei der Waggonfabrik Talbot lag. Im August 1984 wurde die Duewag Inc., Kanada mit Sitz in Calgary gegründet und im November 1995 aufgelöst.
Die DUEWAG AG hatte mit der BKK DUEWAG eine eigene Betriebskrankenkasse, die zum 1. Januar 1999 mit der Siemens-Betriebskrankenkasse vereinigt wurde.

### Übernahme durch Siemens

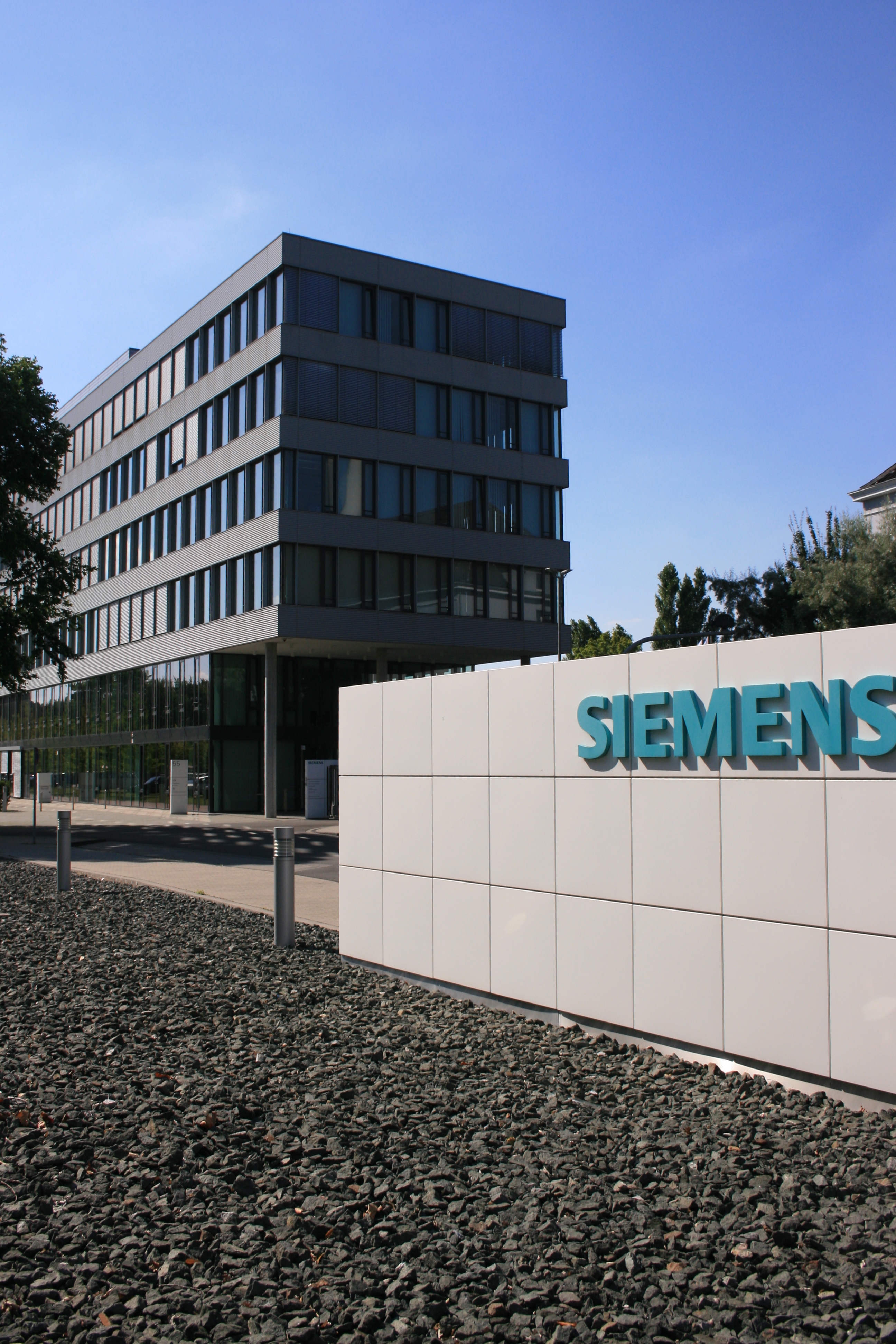
Heutiges Siemens-Verwaltungsgebäude, erbaut 2003

Der Siemens-Konzern übernahm 1989 von der Waggonfabrik Talbot die Aktienmehrheit der Duewag. Zum 1. September 1996 wurde die Siemens Schienenfahrzeugtechnik GmbH an der Helenenstraße in Essen, vormals Krupp Verkehrstechnik GmbH, in die Duewag eingegliedert. Jetzt wurde das Werk Uerdingen unter anderem zum Hersteller von ICE-Hochgeschwindigkeitszügen und kurzzeitig auch von Elektro-Lokomotiven der Baureihe 152. Ein Jahr später wurde die auf dem Werksgelände ansässige Ringfeder GmbH verkauft und auch räumlich ausgegliedert. Die DUEWAG AG wurde 1999 in Siemens Duewag Schienenfahrzeuge GmbH umbenannt.
Im Jahr 2000 wurde der Düsseldorfer Standort aufgelöst und dessen Produktion in das Werk Uerdingen eingegliedert, so dass in Uerdingen auch Straßenbahnfahrzeuge (Combino) gebaut wurden. Seit dem 1. September 2002 ist das Werk Uerdingen vollständig mit der Siemens AG verschmolzen. Die freien Aktionäre wurden 2003 im Wege des Squeeze-out abgefunden. Das heutige Eingangs- und Verwaltungsgebäude samt Mitarbeiter-Casino wurde 2003 mit einer Bruttogeschossfläche von rund 6000 m² durch das Architekturbüro Herbert F. Zabel, Düsseldorf, errichtet. 2012 verließ der letzte in Uerdingen produzierte Straßenbahnwagen das Werk.

## Waggonfabrik heute
Heute ist die Waggonfabrik mit einer Produktionsfläche von rund 74.000 m² der Produktionsstandort von Zügen des Regional- und Fernverkehrs weltweiter Kunden in der Siemens Mobility GmbH. Zu den wichtigsten Produkten gehören die Desiro-Baureihen und die Velaro-Hochgeschwindigkeitszüge.

## Produktauswahl seit Bestehen des Werkes
Die Produkte der Uerdinger Waggonfabrik gehen von diversen Güter-, insbesondere Kesselwagen, über Omnibusse, Oberleitungsbusse und Straßenbahnwagen bis hin zu Reisezugwagen und kompletten Diesel- und Elektro-Triebzügen, bis heute auch in den Hochgeschwindigkeitsbereich.

### Straßenbahn-, Stadtbahn- und U-Bahn-Fahrzeuge, Omnibusse
Im Straßenbahn-Bereich hatte die Duewag lange eine marktbeherrschende Stellung. Die überwiegende Anzahl der nach dem Zweiten Weltkrieg in der Bundesrepublik Deutschland beschafften Straßenbahn-Fahrzeuge stammten von Duewag oder wurden als Lizenzbauten gefertigt. Die beiden wichtigsten Vertreter waren dabei der Duewag-Großraumwagen (ab 1951) und der Duewag-Gelenkwagen (ab 1956). Im Werk Düsseldorf fertigte die Duewag 1965 für die U-Bahn Frankfurt erstmals zwei sechsachsige Stadtbahn-Prototyp-Fahrzeuge, die weitgehend auf den bis dahin gelieferten Straßenbahn-Triebwagen basierten. Er wurde 1965 erstmals bei der Internationalen Verkehrsausstellung in München präsentiert. Neu waren die elektronische Steuerung des Typs Simatic von Siemens und die Möglichkeit, mehrere Triebwagen zu Zugverbänden kuppeln zu können. Eine Serienfertigung unterblieb jedoch. Sie wurden hauptsächlich für Fahrschul- und Probefahrten verwendet und verkehrten nur wenige Jahre im Linienbetrieb. Sie wurden 1976 abgestellt, da sie inkompatibel zu den Stadtbahn-Wagen des Typs U2 waren. Die mit den Prototypen gemachten Erfahrungen flossen in den Nachfolger U2 ein, der in insgesamt 104 Exemplaren nach Frankfurt geliefert wurde und dort bis 2016 im Einsatz war. Auch nordamerikanische Betriebe in Edmonton, Calgary und San Diego beschafften in der Folgezeit den U2-Triebwagen.
Später fertigte die Duewag zahlreiche Stadtbahn-Wagentypen für fast alle westdeutschen Stadtbahn-Betriebe. Dazu zählen die Stadtbahnwagen Typ Mannheim, Stadtbahnwagen Typ B, Stadtbahnwagen Typ M/N, die Typen P, U3 und U4 für Frankfurt am Main und der Stadtbahnwagen Typ Hannover sowie der GT8-100C/2S für Karlsruhe.
Mitte der 1950er Jahre wurde der U-Bahn-Doppeltriebwagen-Typ DT1 für die Hamburger Hochbahn (HHA) entwickelt und 1958/1959 in Uerdingen gebaut.
Bis 1967 wurden auf Fahrgestellen bzw. Fahrwerken von Henschel später Büssing O-Busse und Linienbusse, auch Gelenkbusse gebaut.
Mit den Combinos, und nach der Schließung des Werkes Düsseldorf im Jahr 2000, fertigte man bis 2011 auch im Werk Uerdingen Straßenbahnfahrzeuge.

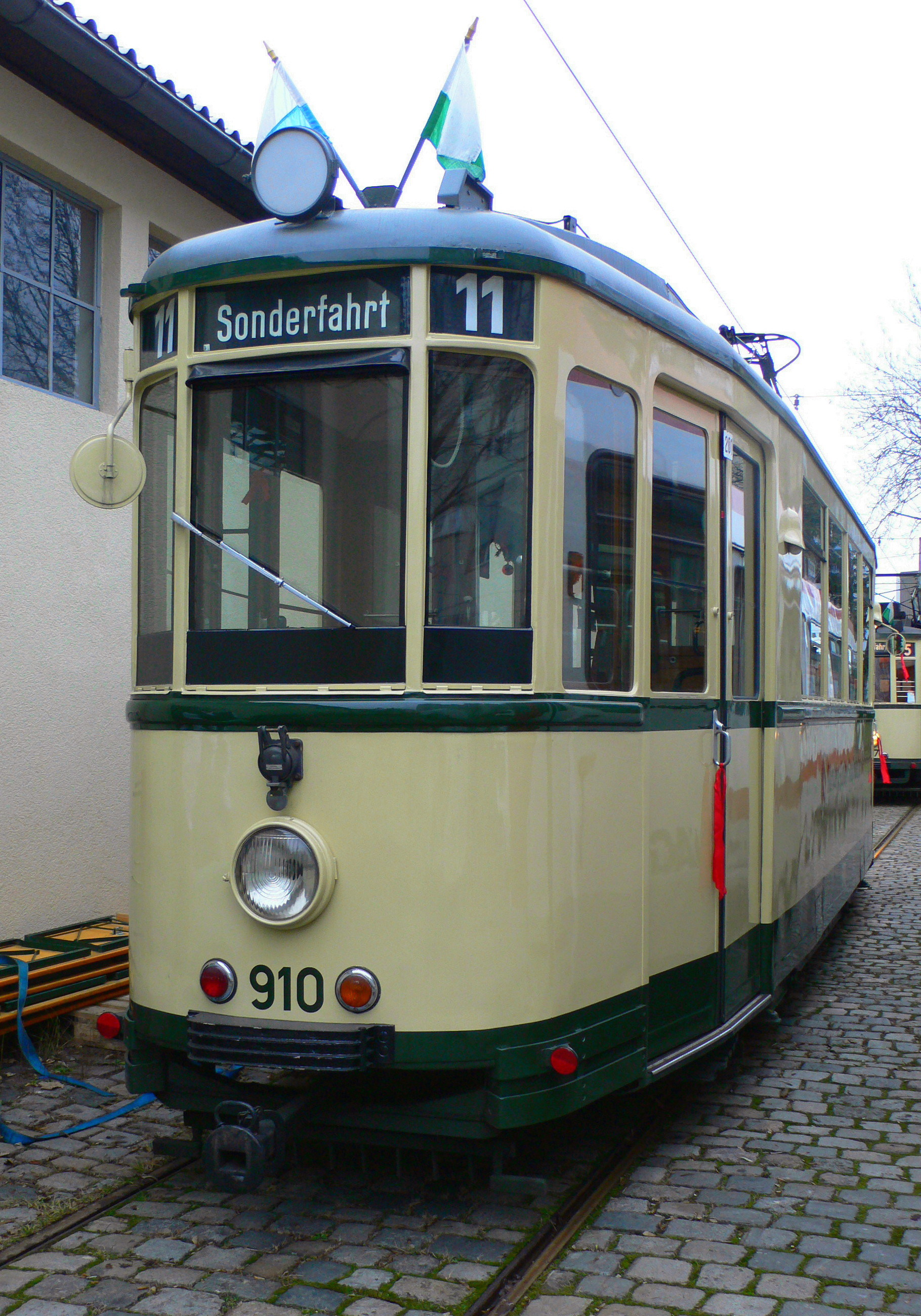
Baureihe 900 im Historischen Straßenbahndepot St. Peter in Nürnberg
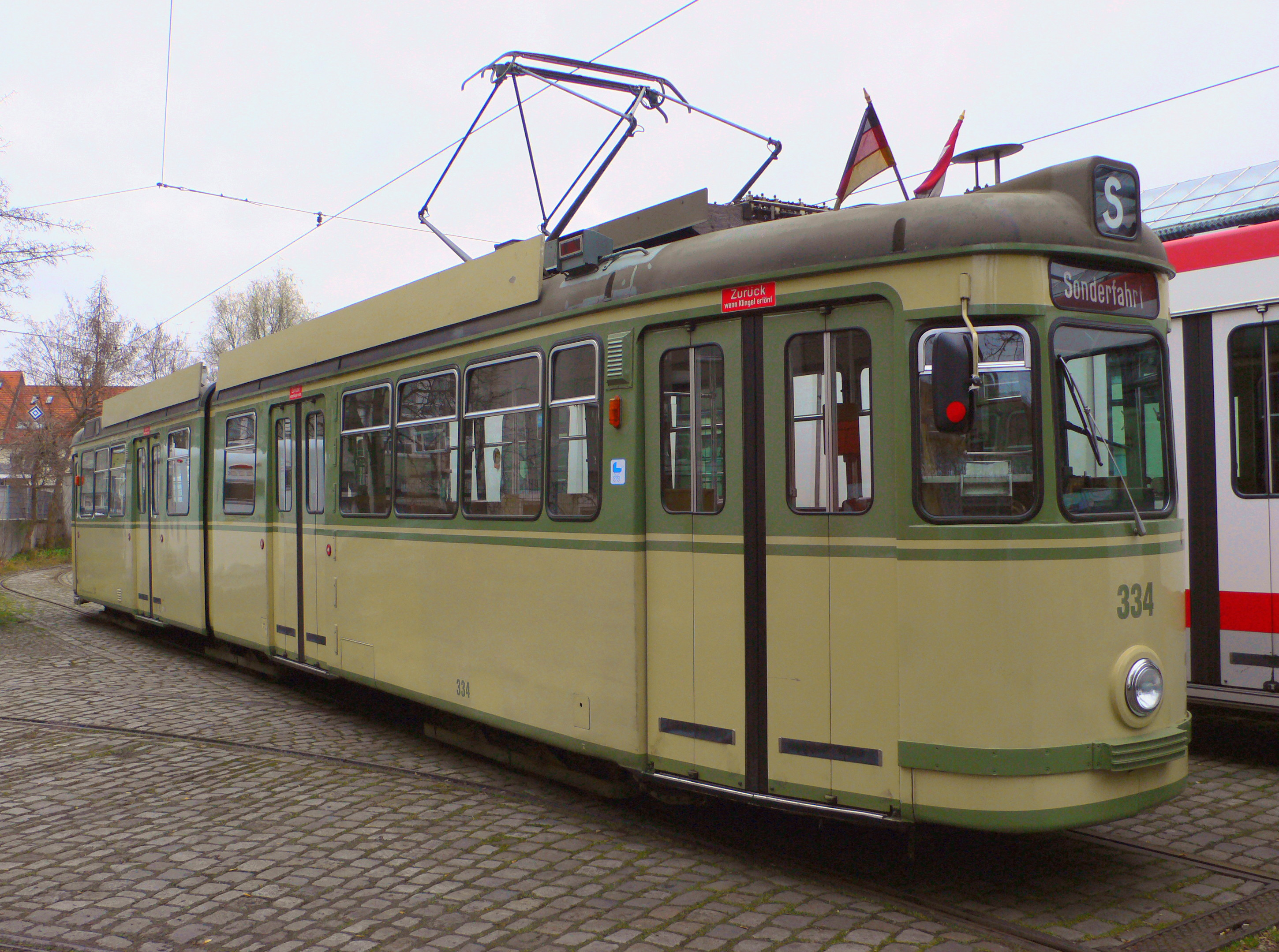
Typ GT6 der Straßenbahn Nürnberg
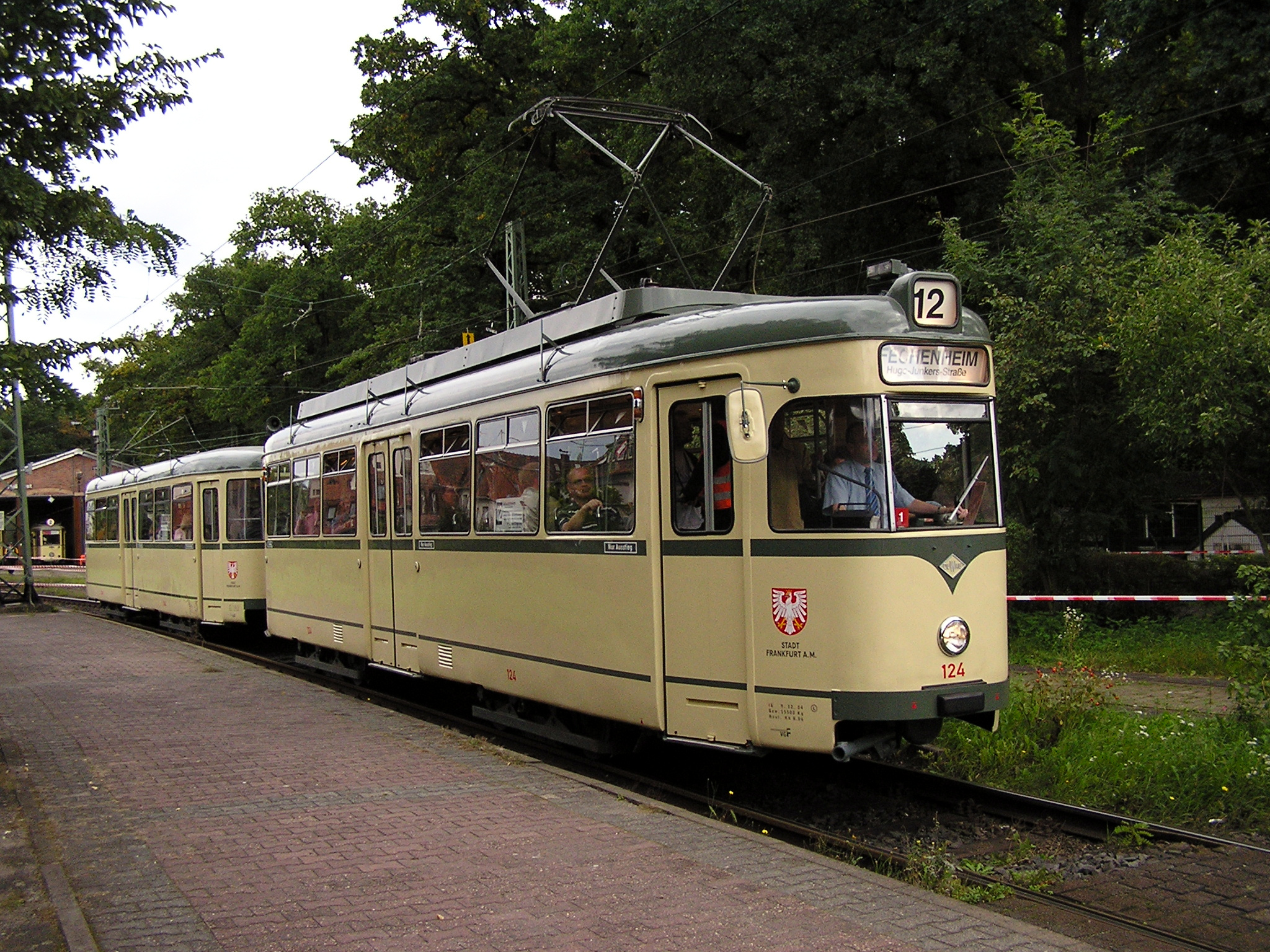
Großraumwagen-Zug der Straßenbahn Frankfurt am Main
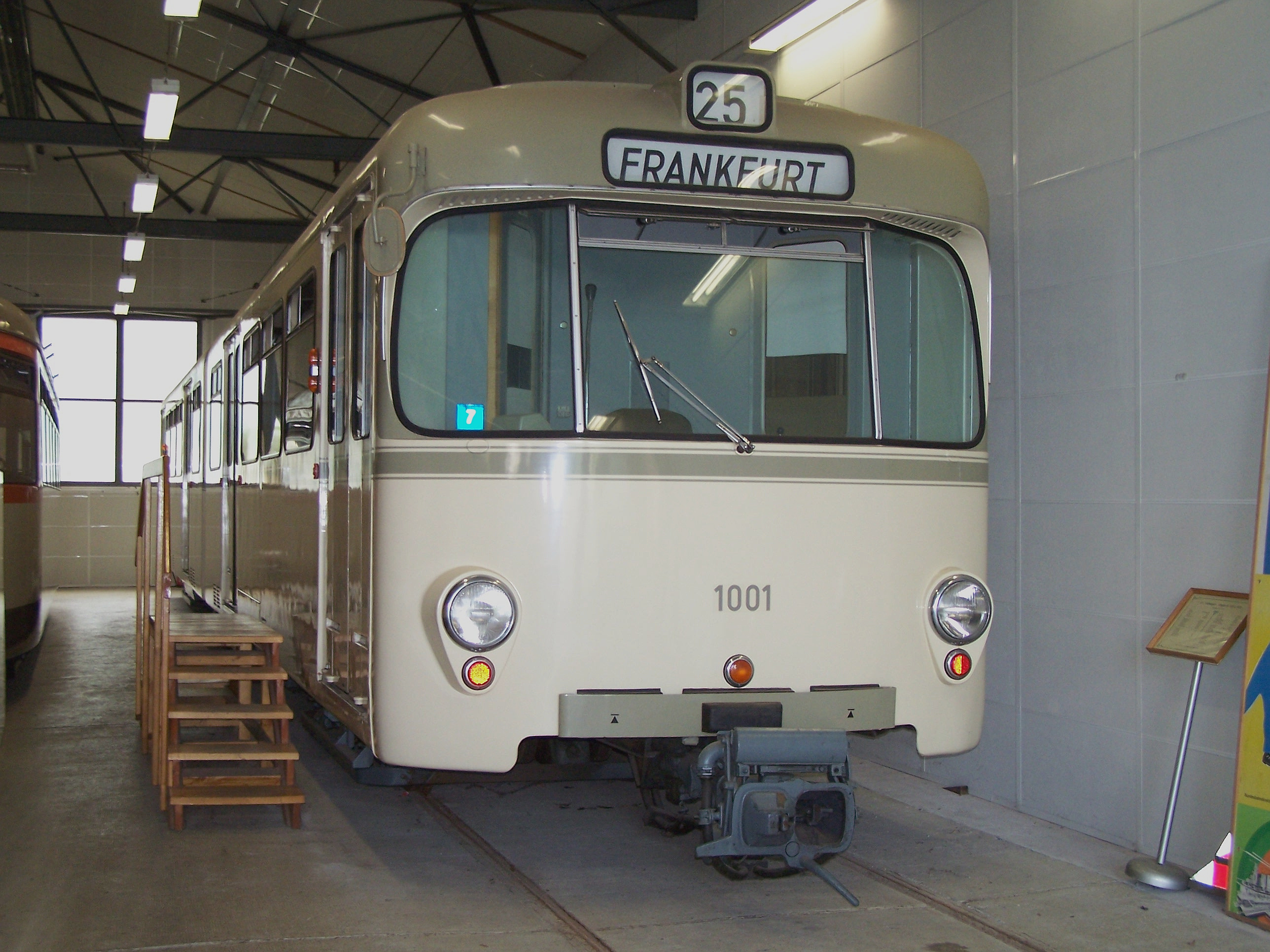
Stadtbahnwagen U1 im Verkehrsmuseum Frankfurt am Main
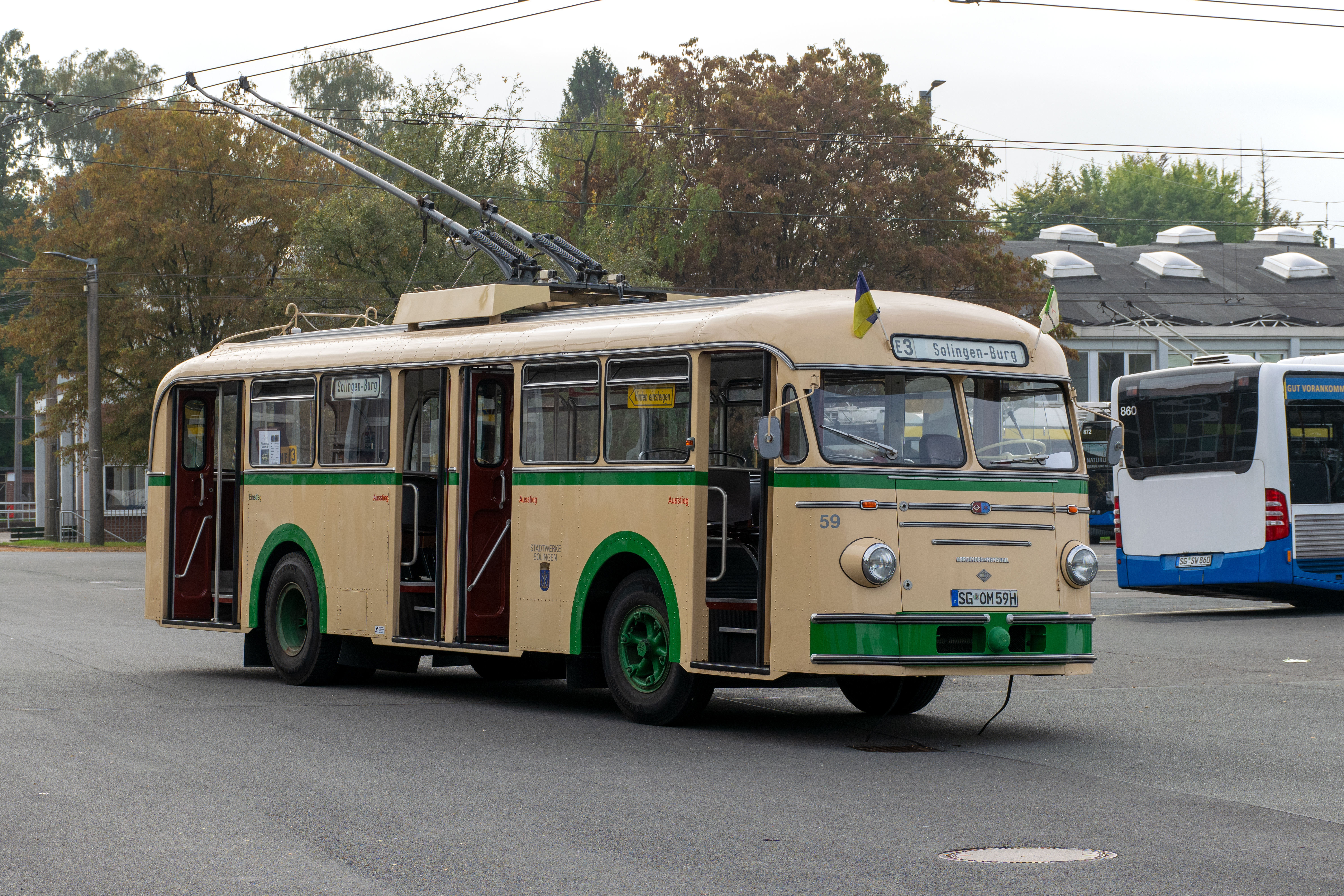
O-Bus Henschel-Uerdingen ÜHIIIs
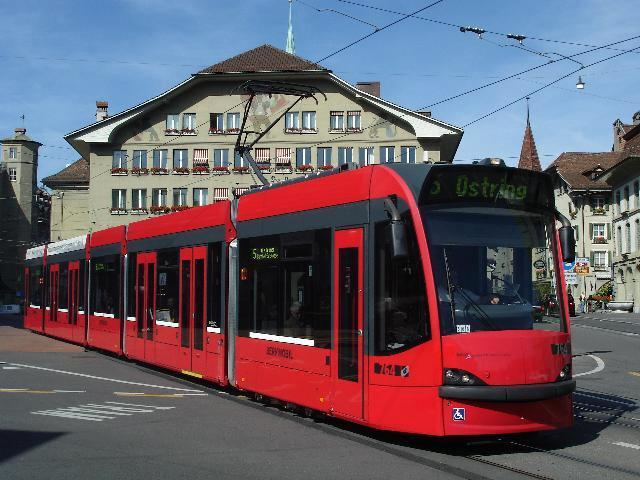
Combino in Bern

### Eisenbahnfahrzeuge
In der Waggonfabrik Uerdingen wurden im Laufe der Jahre unterschiedliche Güterwagen, Kesselwagen, Reisezugwagen sowie komplette Verbrennungs- und Elektro-Triebwagenzüge gefertigt.
Zu den Güterwagen gehörten unter anderem die Bauarten UIC-571, Omm 52, vierachsige Flachwagen des Typs SSlmas 53 und sogenannte Rungenwagen.
Hinzu kamen diverse Kesselwagen, Silowagen der Bauart Ucs-54, Ucs-56 und Ucs-67, Selbstentladewagen sowie Kübelwagen der Gattung Okmm 58.
Bei den Reisezugwagen sind die Gattungen AB 4ymg-51 der 1. und 2. Wagenklasse zu nennen. Bahnpostwagen der Typen 4mg-a/26 und 4mg-b/26 gehörten ebenfalls zur Produktpalette.
Unter den Triebwagen sind unter anderem die DB-Baureihen VT 24.5, ET 30, sowie die in jüngerer Zeit, teils in Konsortien mit anderen Herstellern gefertigten DB-Baureihen 628, 420, 423, 425. Dazu kamen die Hochgeschwindigkeits-Baureihen des ICE 2, ICE 3 und des ICE T. Rein unter Siemens-Fertigung fallen heute die Fertigungsplattformen Desiro, Mireo und Velaro.

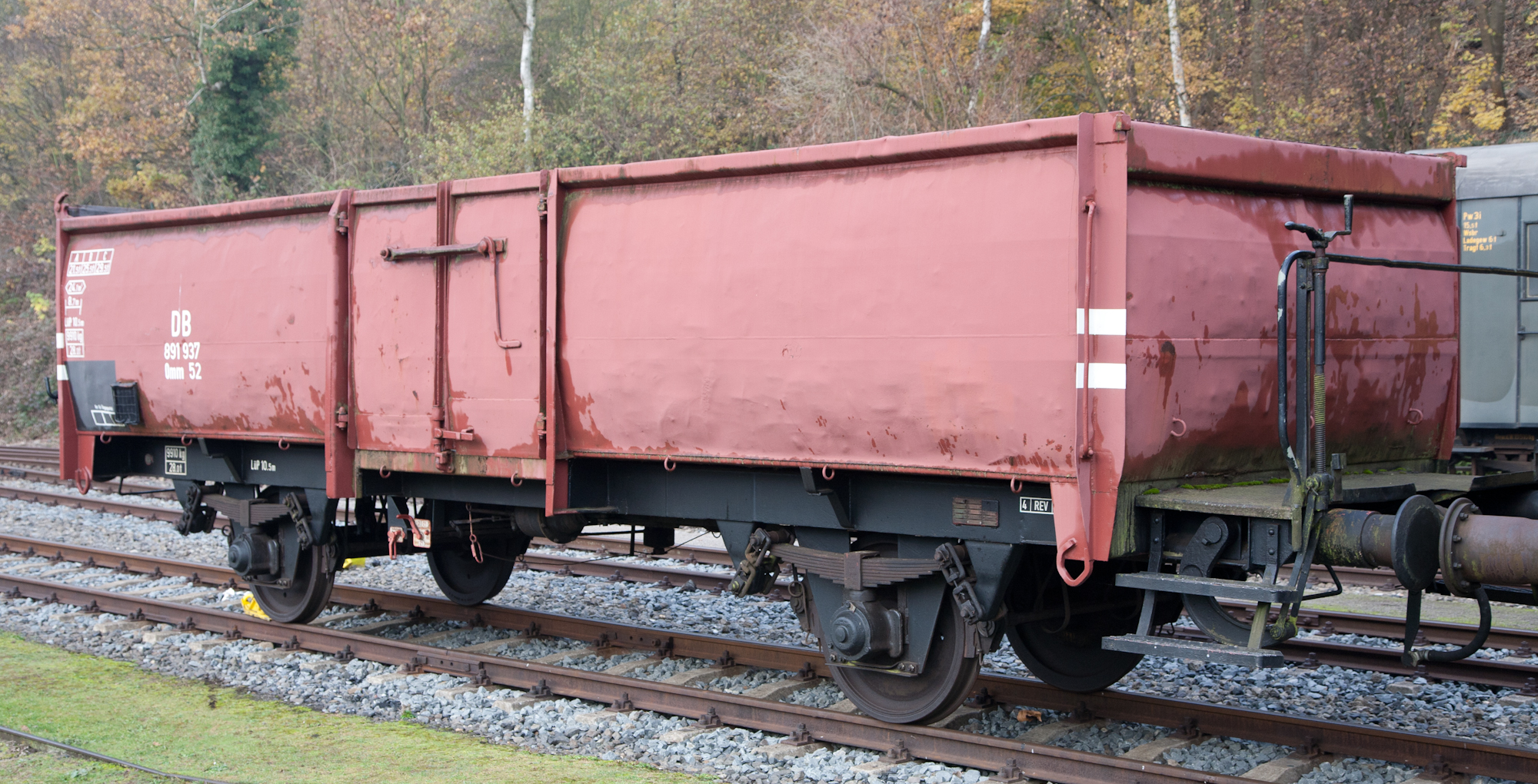
Offener Güterwagen der Bauart Omm 52
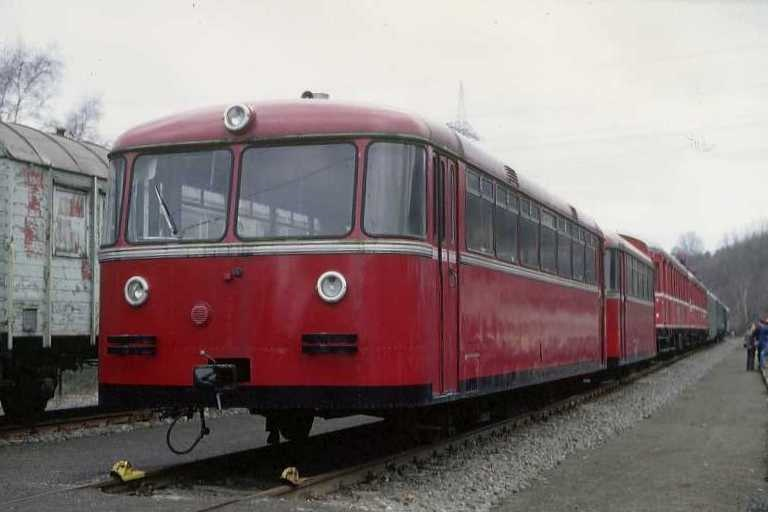
Uerdinger Schienenbus der Baureihe VT 95.9
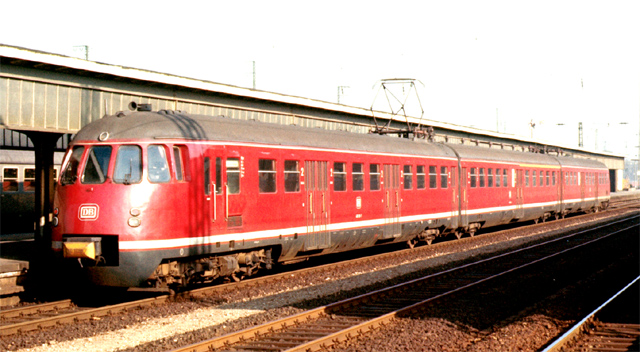
DB-Baureihe ET 30
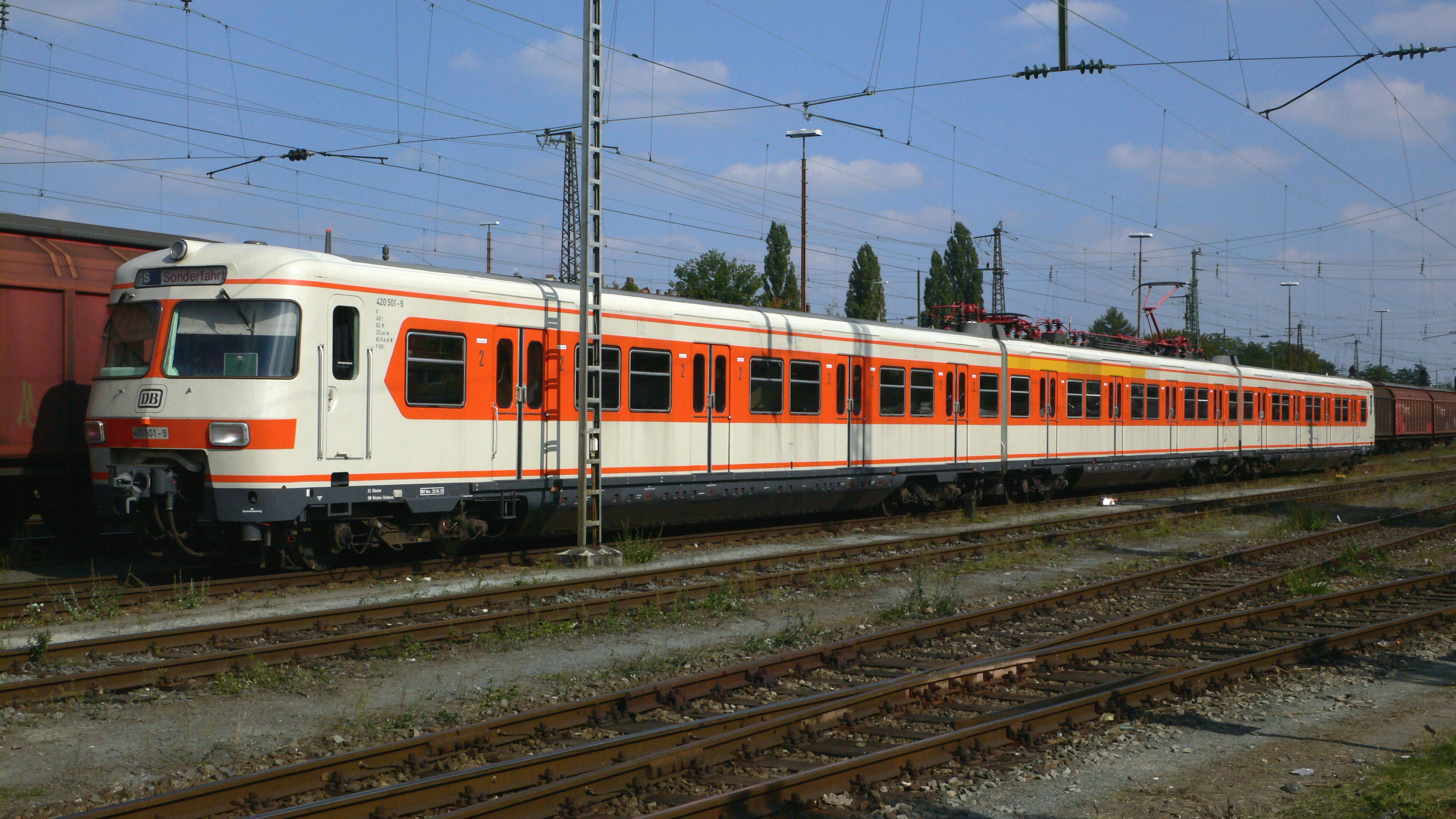
DB-S-Bahn-Baureihe 420
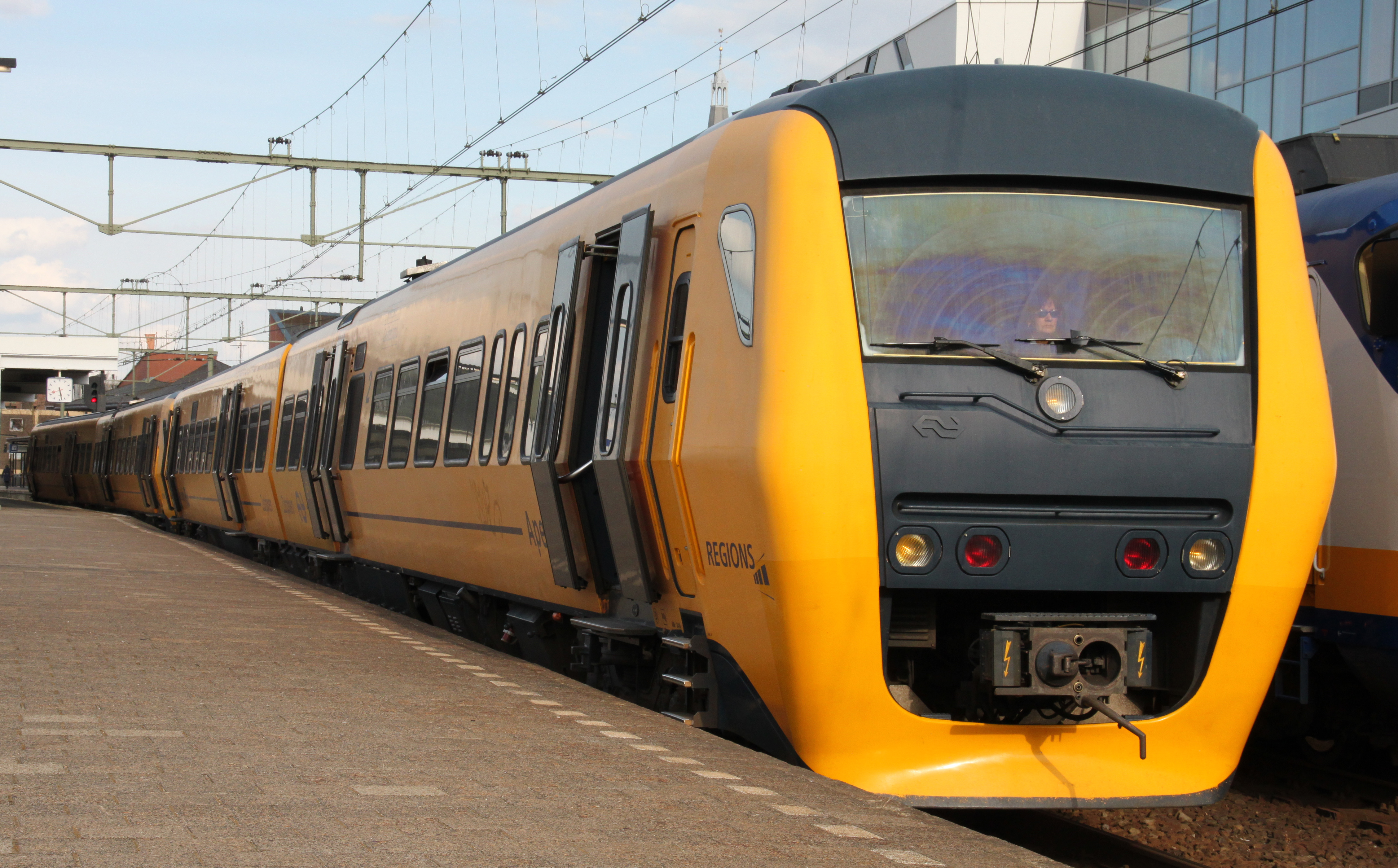
Niederländischer Dieseltriebzug DM90
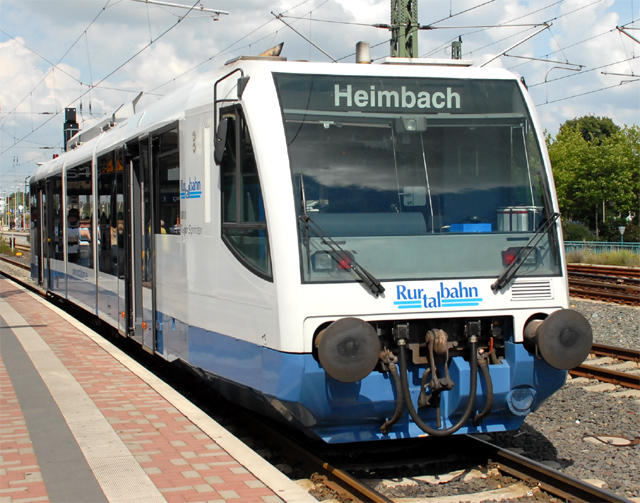
RegioSprinter der Rurtalbahn
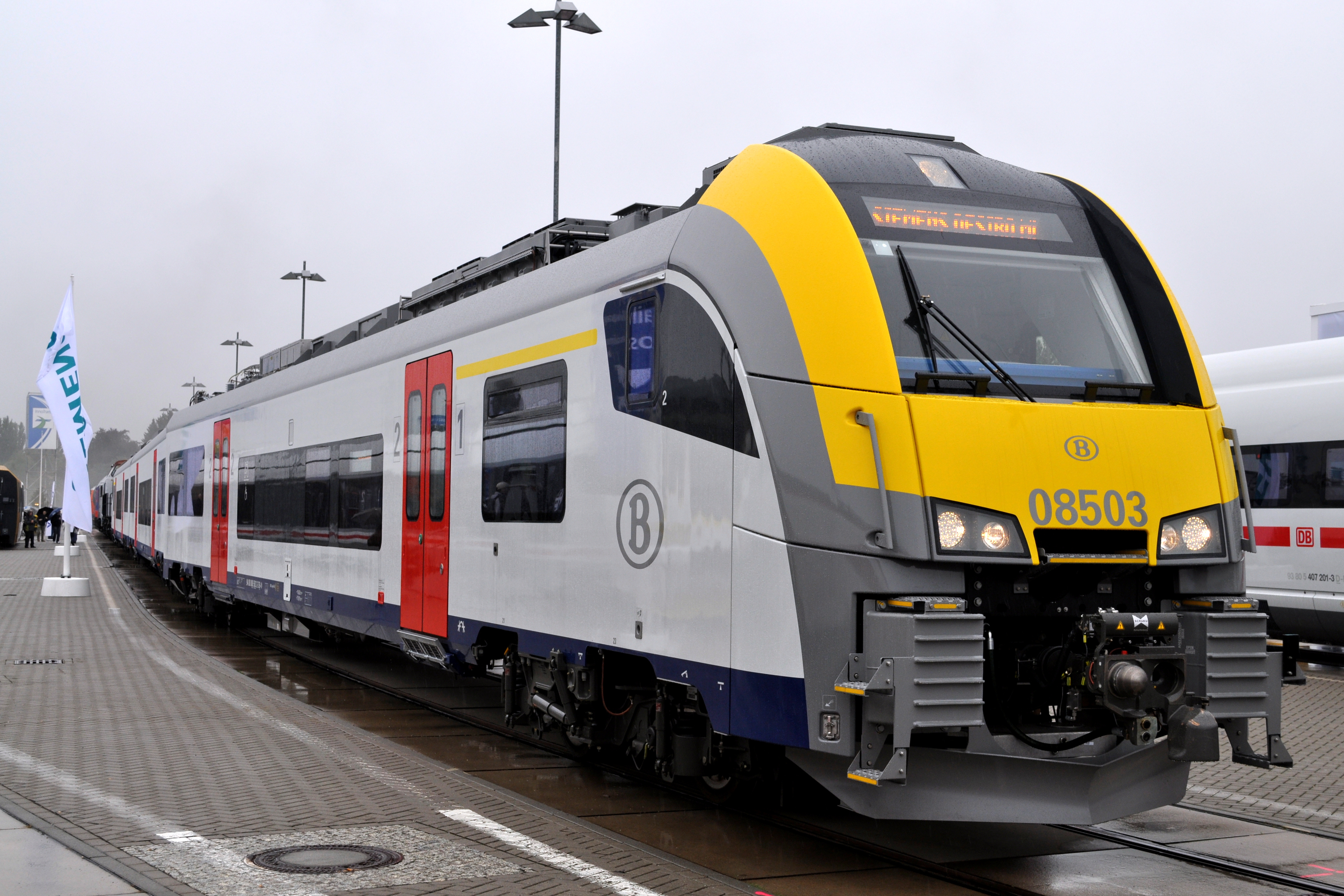
Desiro ML der Belgischen Staatsbahn
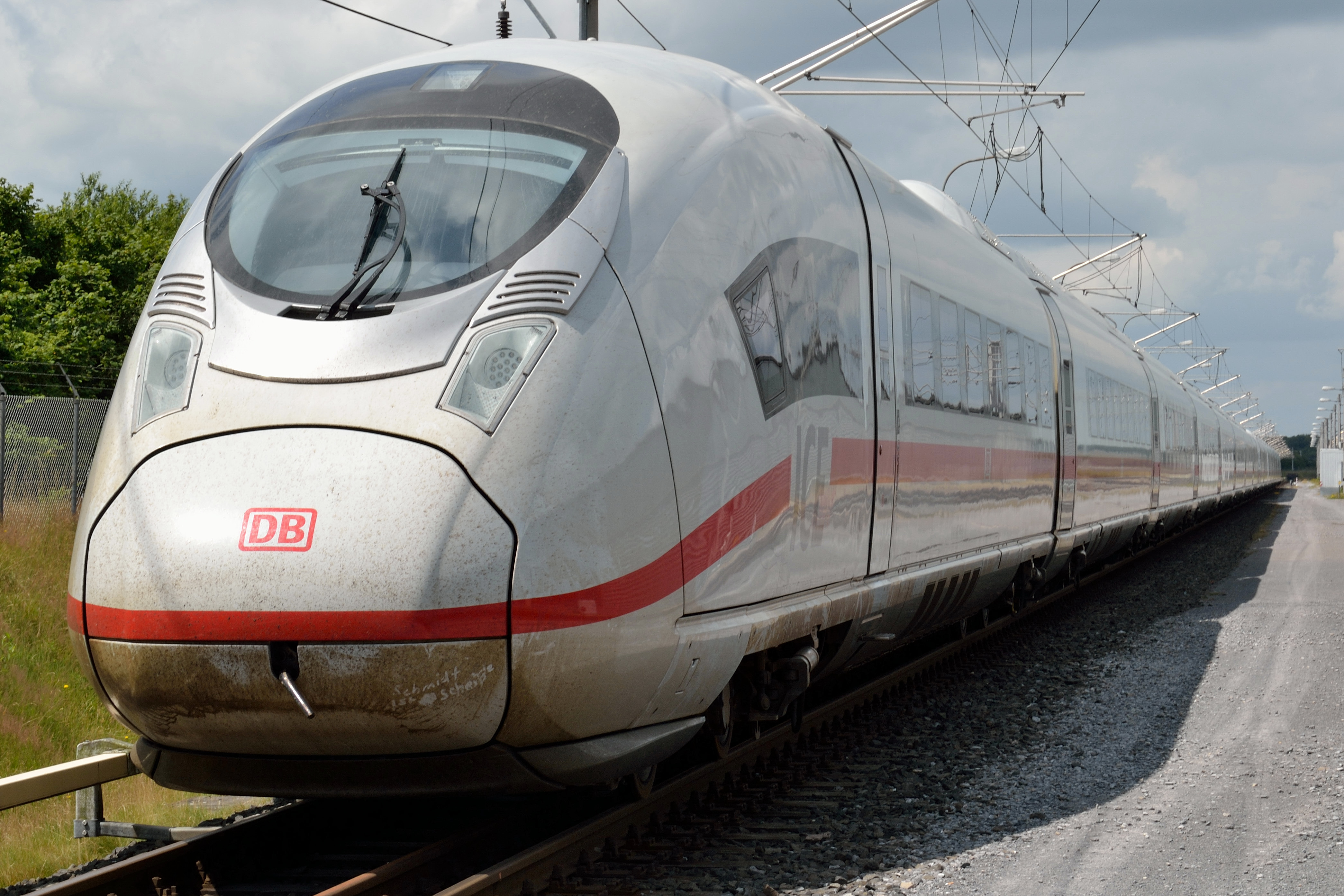
ICE 3: DB-Baureihe 407
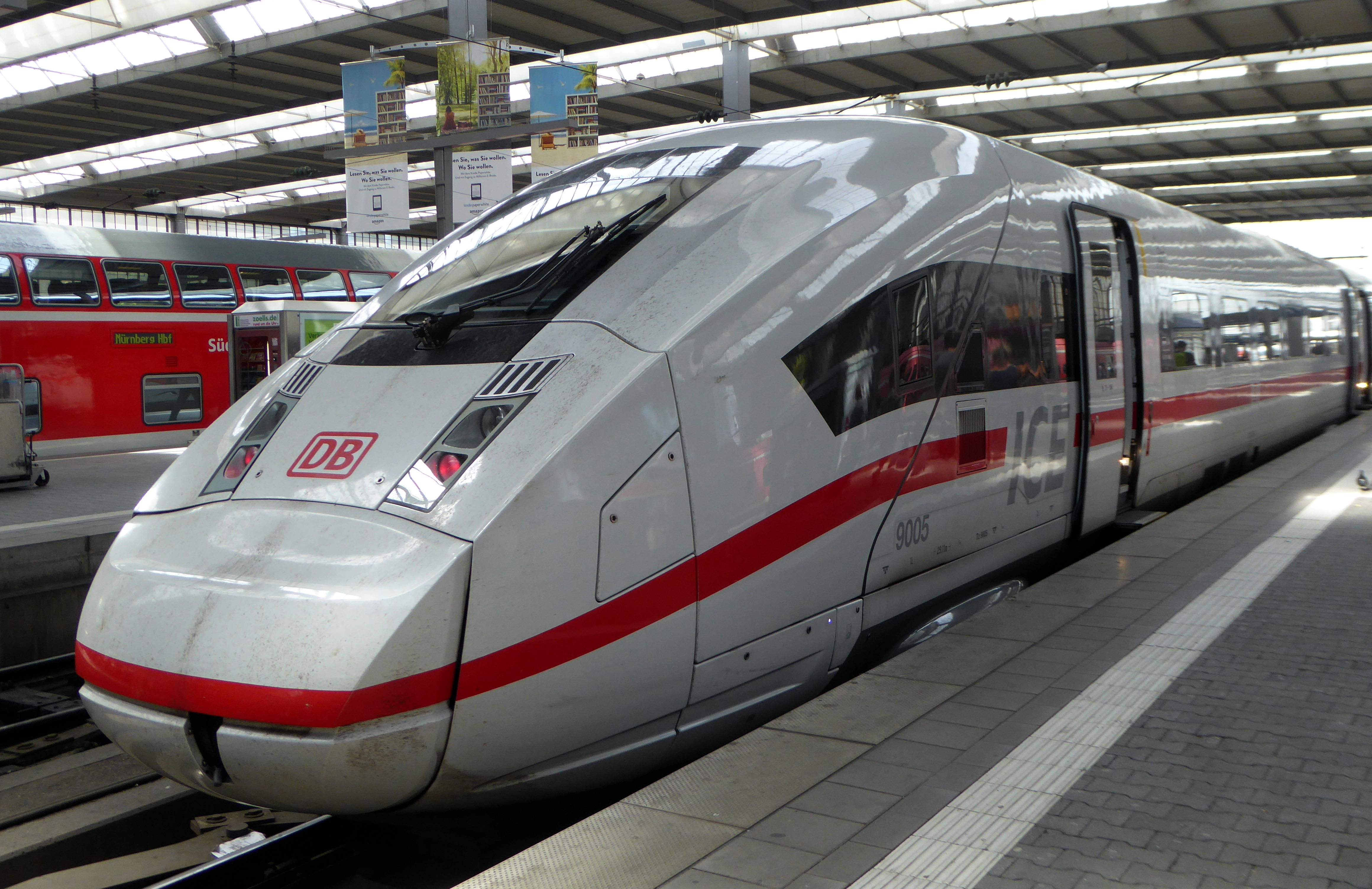
ICE 4
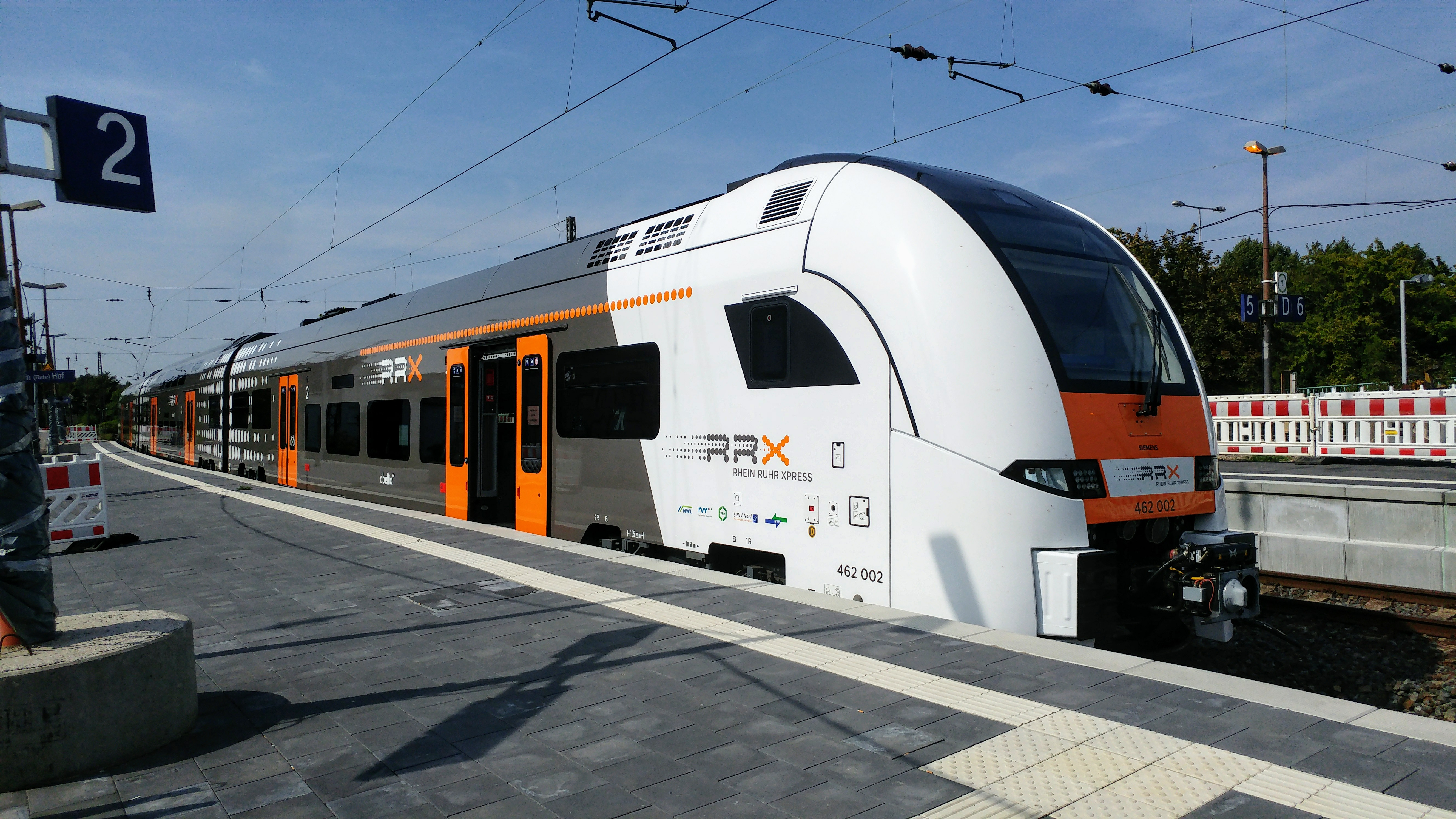
Rhein-Ruhr-Express

#### Uerdinger Schienenbus
Von 1950 bis 1971 wurde der Uerdinger Schienenbus mit insgesamt knapp 1500 Stück in verschiedenen Varianten und Lizenzen hergestellt. Konstruktiv eng mit diesem verwandt sind die beiden Oberleitungsbus-Typen ÜHIIs und ÜHIIIs.